# Ingrid Salvenmoser
Ingrid Salvenmoser (Scheffau am Wilden Kaiser, 28 marzo 1967) è un'ex sciatrice alpina austriaca.

## Biografia

### Stagioni 1985-1990
Specialista delle prove tecniche in attività tra la metà degli anni 1980 e il decennio successivo, Ingrid Salvenmoser ottenne il suo primo risultato di rilievo in Coppa del Mondo il 21 gennaio 1985 a Saint-Gervais-les-Bains, giungendo 5ª in slalom gigante. Ai Mondiali juniores dello stesso anno (Jasná 1985) si piazzò 4ª sia in slalom gigante sia in slalom speciale.
Il 20 dicembre 1988 a Courmayeur salì per la prima volta sul podio in Coppa del Mondo chiudendo 3ª nello slalom speciale vinto dalla svizzera Vreni Schneider davanti alla spagnola Blanca Fernández Ochoa e nella stessa stagione esordì ai Campionati mondiali: a Vail 1989 fu 10ª nello slalom gigante e 5ª nello slalom speciale.

### Stagioni 1991-2001
Nella rassegna iridata di Saalbach-Hinterglemm 1991 conquistò la medaglia di bronzo nello slalom speciale e si classificò 8ª nello slalom gigante, mentre ai Mondiali di Morioka 1993 fu 19ª nello slalom gigante e 14ª nello slalom speciale. Nelle successive rassegne iridate di Sierra Nevada 1996 e Sestriere 1997 disputò soltanto lo slalom speciale, piazzandosi rispettivamente al 5º e al 10º posto.
Ai XVIII Giochi olimpici invernali di Nagano 1998, sua unica presenza olimpica, fu 6ª nello slalom speciale. L'anno dopo colse il suo ultimo podio in Coppa del Mondo (2ª nello slalom speciale disputato l'8 gennaio 1999 a Berchtesgaden), ottenne l'ultima vittoria in Coppa Europa (il 22 gennaio a Rogla in slalom speciale) e si congedò dai Campionati mondiali con il 17º posto ottenuto nella rassegna iridata di Vail/Beaver Creek in slalom speciale. Ottenne l'ultimo podio il 7 dicembre 2000 a Serre Chevalier in slalom speciale (2ª) e disputò l'ultima gara di Coppa del Mondo il 10 dicembre successivo a Sestriere, senza completare lo slalom speciale in programma; si ritirò dalle competizioni agonistiche al termine di quella stessa stagione 2000-2001 e la sua ultima gara in carriera fu uno slalom speciale FIS disputato a Stowe il 4 aprile.

## Palmarès

### Mondiali
- 1 medaglia:
  - 1 bronzo (slalom speciale a Saalbach-Hinterglemm 1991)

### Coppa del Mondo
- Miglior piazzamento in classifica generale: 8ª nel 1994
- 6 podi (tutti in slalom speciale)
  - 3 secondi posti
  - 3 terzi posti

### Coppa Europa
- 5 podi (dati dalla stagione 1994-1995):
  - 3 vittorie
  - 2 secondi posti

#### Coppa Europa - vittorie
| Data             | Località        | Paese     | Specialità |
| ---------------- | --------------- | --------- | ---------- |
| 9 dicembre 1995  | Špindlerův Mlýn | Rep. Ceca | SL         |
| 11 dicembre 1998 | Sankt Sebastian | Austria   | SL         |
| 22 gennaio 1999  | Rogla           | Slovenia  | SL         |

Legenda:

SL = slalom speciale

### Australia New Zealand Cup
- 1 podio (dati dalla stagione 1994-1995):
  - 1 secondo posto

### Campionati austriaci
- 8 medaglie[1]:
  - 3 ori (slalom gigante nel 1988; slalom gigante, slalom speciale nel 1991)
  - 4 argenti (combinata nel 1987; slalom gigante, slalom speciale nel 1989; slalom speciale nel 1998)
  - 1 bronzo (supergigante nel 1988)

### Campionati austriaci juniores
- 3 medaglie[1]:
  - 2 argenti (discesa libera, slalom gigante nel 1985)
  - 1 bronzo (combinata nel 1985)